# Josh Duncan
Joshua Dwight Duncan (Cincinnati, 12 mei 1986) is een Amerikaans basketballer.

## Carrière
Duncan speelde collegebasketbal van 2004 tot 2008 voor de Xavier Musketeers. Hij werd niet gekozen in de NBA-draft in 2008 en speelde daarop in de NBA Summer League voor de Miami Heat. Hij wist geen contract te krijgen en tekende bij de Franse club Élan Béarnais Pau-Orthez waar hij het seizoen 2008/09 doorbracht. In de zomer speelde hij voor een tweede keer in de NBA Summer League ditmaal voor de Utah Jazz. Hij tekende daarop bij de Belgische club Liège Basket waar hij een seizoen speelde.
Van 2010 tot 2012 speelde hij twee seizoenen voor Maccabi Ashdod in Israël. Van 2012 tot 2014 speelde hij twee seizoenen voor reeksgenoot Hapoel Jerusalem. Na vier jaar in Israël tekende hij een contract bij het Duitse Brose Baskets waar hij speelde in het seizoen 2014/15. Hij keerde nadien terug naar Israël voor een seizoen bij Hapoel Jerusalem.
Na zijn vertrek uit Israël speelde hij twee seizoen bij het Turkse Eskişehir Basket. Het eerste seizoen speelde hij in de tweede klasse maar hij wist met de club promotie af te dwingen naar de eerste klasse waar hij het tweede seizoen speelde. In 2018 ging hij spelen in de Japanse competitie bij Chiba Jets Funabashi waarmee hij vier jaar uitkwam in de hoogste klasse. In 2022 ging hij spelen voor Ryukyu Golden Kings die ook op het hoogste niveau speelden in Japan.
In 2023 werd hij opgenomen in de Xavier University Athletics Hall of Fame met de klas van 2023.

## Erelijst
- Belgische Supercup: 2009
- Duits landskampioen: 2015
- Xavier University Athletics Hall of Fame: 2023[10][11]